# Cratere Pellinore
Pellinore è un cratere sulla superficie di Mimas.